# Thritthi Nonsrichai
Thritthi Nonsrichai ou ธฤติ โนนศรีชัย en thaï, né le 13 mars 1983 à Bangkok, est un footballeur thaïlandais.

## Palmarès

### En club
- Bangkok Glass :
  - Vainqueur de la Coupe de Singapour en 2010.